# Microalga

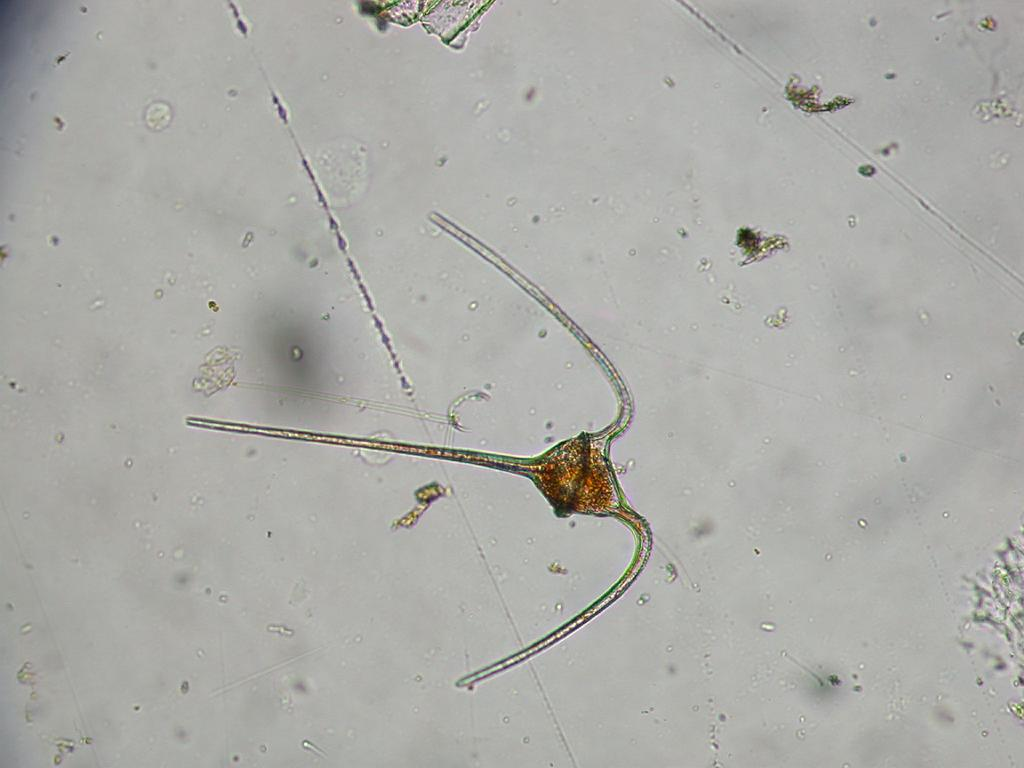
Ceratium sp.(Dinophyta).

Las microalgas son microorganismos microscópicos (2-200 μm) fotosintéticos, también son polifiléticos y eucariotas (excluyen, por tanto, las cianobacterias, que dejaron de considerarse auténticas algas al pasar al reino procariota), que pueden crecer de manera autotrófica o heterotrófica. En general son altamente eficientes en la fijación de CO2 y utilización de la energía solar para producir biomasa. Están presentes en todos los cuerpos de agua, como lagos, mares y ríos, pero no están supeditados solo al agua. 
Se encuentran presentes en el suelo y la mayoría de los ambientes terrestres incluso en los más extremos, lo cual permite encontrarlas ampliamente distribuidas en la biósfera adaptadas a una gran cantidad de condiciones. Así como son ubicuos (es decir, que están presentes en muchos ambientes), así mismo tienen una gran diversidad taxonómica. Para su desarrollo requieren de CO2, nitrógeno, fósforo, potasio, magnesio y otros nutrientes menores como metales, los cuales son esenciales porque actúan como cofactor de enzimas esenciales del metabolismo de las microalgas.

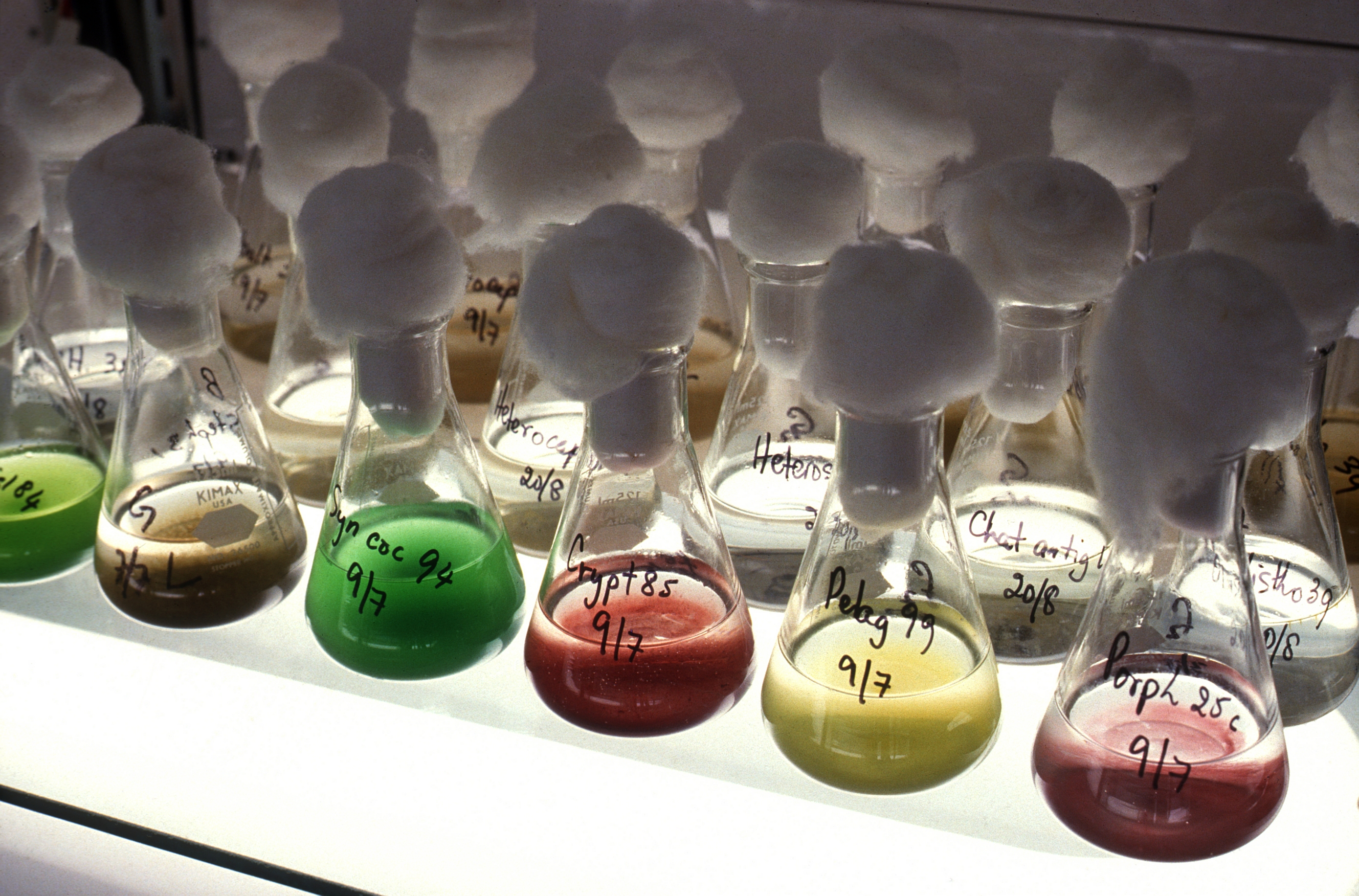
Cultivo de microalgas.

Divisiones
- Cryptophyceae
  - Cryptomonas curvata
- Dinophyceae
  - Gyrodinium spirale
- Prymnesiophyceae
  - Chrysochromulina polylepis
- Chrysophyceae
  - Dinobryon balticum
- Bacillariophyceae
  - Cyclotella choctawhatcheeana
- Dictyochophyceae
  - Dictyocha speculum
- Euglenophyceae
  - Euglena gracilis
- Chlorophyceae
  - Pediastrum tetras

## Fuente sostenible de péptidos activos
Las microalgas, como la Nannochloropsis gaditana, han sido estudiadas por su potencial como fuente sostenible de péptidos bioactivos con actividades antioxidantes, antihipertensivas, antidiabéticas, antiinflamatorias y/o antimicrobianas. 